# Viktoriya Sassonkina
 (mars 2022).
Viktoriya Sassonkina (en ukrainien : Вікторія Сасонкіна ; née le 7 juillet 1988) est une mannequin ukrainienne.

## Jeunesse
Viktoriya Sassonkina nait à Odessa, en Ukraine. Enfant, elle s'intéresse au graphisme et au dessin et suit des cours d'art pendant sept ans. Elle n'a jamais considéré le mannequinat comme une carrière. Après avoir terminé le lycée, elle se rend à un casting de mannequins pour soutenir un ami, mais est repérée par Stas Yankelevskiy, directeur de la division internationale de l'agence L-Models, qui l'invite à Kiev.
À 17 ans, elle signe un contrat avec l'agence de mannequins Premium Models à Paris, et a fait ses débuts sur les podiums au défilé printemps 2007 d'Issey Miyake. Elle déménage ensuite à Londres pour répondre à des engagements professionnels. En 2008, elle signe un contrat avec l'agence de mannequins Women Management à New York et à Milan, et travaille avec le photographe Steven Meisel. Elle qualifie Meisel de « parrain de [sa] carrière de mannequin ». Elle est finalement devenue l'un des modèles préférés de Meisel, qui la fait apparaitre dans une campagne pour Calvin Klein Jeans et deux couvertures de Vogue Italia (septembre 2008 et janvier 2009), entre autres.
Elle fait la couverture de nombreux magazines internationaux, dont Spur, Tush, Marie Claire, Elle, L'Officiel. Elle défile pour les marques Marc Jacobs, Vivienne Westwood, Bottega Veneta, Missoni, Versace, Phillip Lim, Oscar de la Renta, DKNY, Jason Wu, Prada, Issey Miyake, John Galliano, La Perla, Gianfranco Ferré, Jean-Paul Gaultier, Laura Biagiotti, Rodarte, Dior, Michael Kors, Dolce & Gabbana, Roberto Cavalli, Blumarine (en), Nina Ricci, Anna Sui, Sportmax, Diesel ou Topshop, et apparait dans des campagnes publicitaires pour Prada, Calvin Klein, Yves Saint Laurent, Alberta Ferretti, Gianfranco Ferré, John Galliano, Liu·Jo (en), Vince Camuto, Mulberry, Sonia Rykiel, Barneys New York, Nordstrom, Juicy Couture, MAC ou Urban Decay.
Elle vit et travaille à New York.